# Bryce Davison
Bryce Davison (* 29. Januar 1986 in Walnut Creek, Kalifornien, USA) ist ein ehemaliger kanadischer Eiskunstläufer, der im Paarlauf startete.
Davison begann im Alter von sechs Jahren mit dem Eiskunstlaufen. Er tritt für den Hamilton Skating Club an. Ab 2003 bildete er ein Paarlaufpaar mit Jessica Dubé. 2004 wurden sie kanadische Juniorenmeister und 2004 und 2005 Vize-Juniorenweltmeister. Ihr Seniorendebüt bei einem bedeutenden Turnier hatten sie bei den Olympischen Spielen 2006 in Turin und beendeten es auf dem zehnten Platz. Bei ihrer ersten Weltmeisterschaft wurden sie wenig später Siebte. In den Jahren 2007, 2009 und 2010 wurden sie kanadische Meister. Ihr größter Erfolg war der Gewinn der Bronzemedaille bei der Weltmeisterschaft 2008 in Göteborg hinter Aljona Sawtschenko und Robin Szolkowy sowie den Chinesen Dan Zhang und Hao Zhang. 2009 gewannen sie die Silbermedaille bei den Vier-Kontinente-Meisterschaften in Vancouver hinter Pang Qing und Tong Jian. Die Olympischen Spiele 2010 in Vancouver beendeten sie auf dem sechsten Platz. Trainerin des Paares ist Annie Barabé.
Das Paar hatte in seiner Karriere mit zahlreichen Verletzungen und Zwischenfällen zu kämpfen. In der Kür bei der Vier-Kontinente-Meisterschaft 2007 traf Davison seine Partnerin bei einer Pirouette mit seinem Schlittschuh im Gesicht. Sie fiel darauf und schlug mit dem Gesicht auf dem Eis auf, während sich eine Blutlache bildete. Sie wurde noch in der gleichen Nacht operiert und mit 83 Stichen genäht. Davison wie auch Dubé wurden danach wegen einer Posttraumatischen Belastungsstörung behandelt.
Im April 2009 schaffte es Davison nicht, seine Partnerin bei einer dreifachen Drehhebung aufzufangen. Dubé blieb bewegungslos auf dem Eis liegen, bevor sie ins Krankenhaus gebracht wurde.
Davison leidet an Osteochondrosis dissecans, die zu einer ernsthaften Knieverletzung wurde und wegen der er sich 2010 einer Operation unterzog. Deshalb bestritt das Paar die gesamte Saison 2010/11 nicht und trennte sich schließlich. Im November 2011 beendete er seine aktive Karriere.

## Weblinks

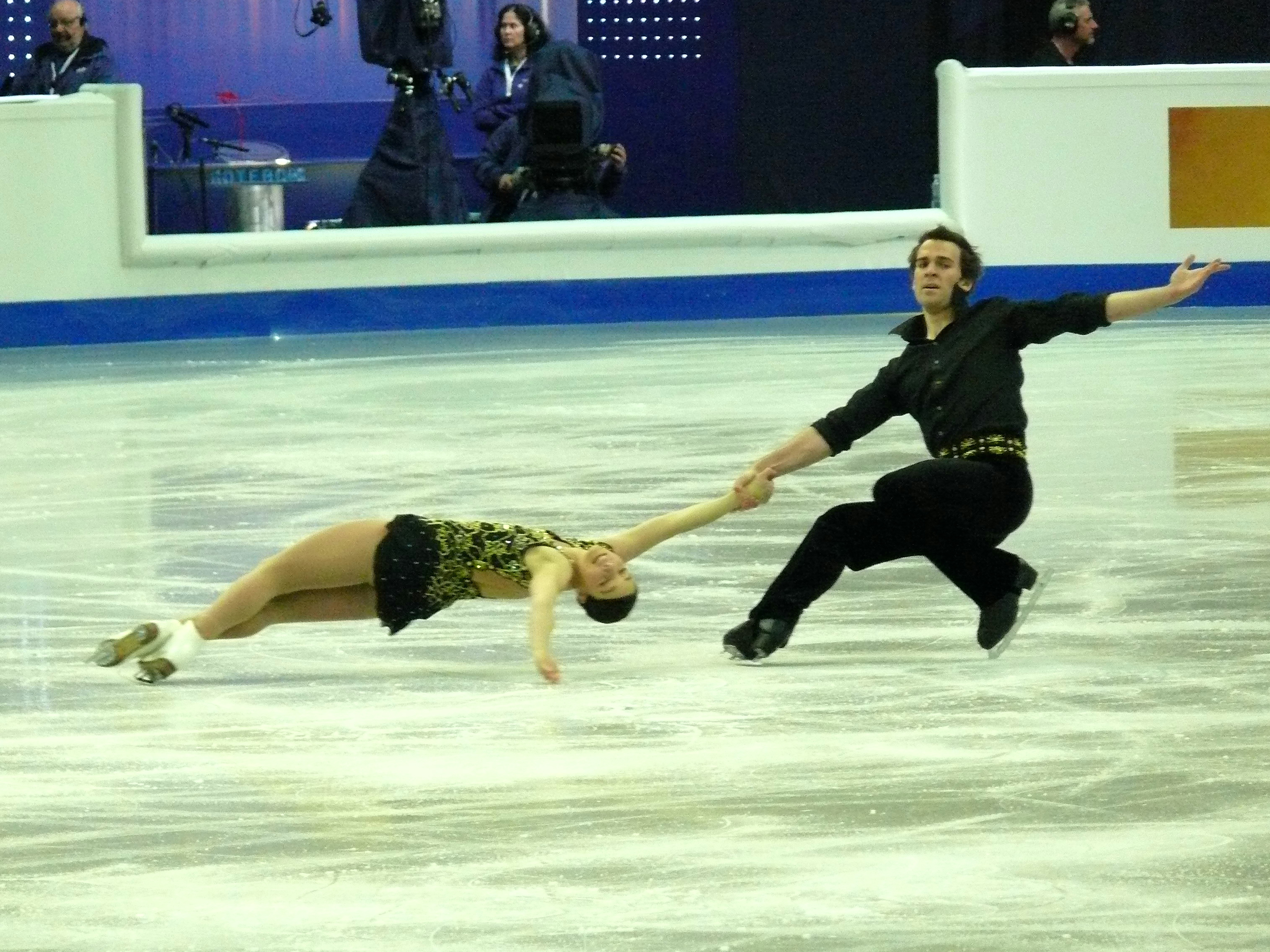
Davison und Dubé bei der Weltmeisterschaft 2008 in Göteborg

## Ergebnisse

### Paarlauf
(mit Jessica Dubé)
| Wettbewerb/Wintersaison         | 2004 | 2005 | 2006 | 2007 | 2008 | 2009 | 2010 |
| ------------------------------- | ---- | ---- | ---- | ---- | ---- | ---- | ---- |
| Olympische Winterspiele         |      |      | 10.  |      |      |      | 6.   |
| Weltmeisterschaften             |      |      | 7.   | 7.   | 3.   | 7.   | 6.   |
| Vier-Kontinente-Meisterschaften |      |      |      | Z    |      | 2.   |      |
| World Team Trophy               |      |      |      |      |      | 2.   |      |
| Juniorenweltmeisterschaften     | 2.   | 2.   |      |      |      |      |      |
| Kanadische Meisterschaften      | 1.J  | Z    | 2.   | 1.   | 2.   | 1.   | 1.   |

- Z = Zurückgezogen; J = Junioren